# Zwierak mikrofalowy
Zwierak mikrofalowy  – rodzaj lampy mikrofalowej gazowanej charakteryzującej się brakiem elektrod – w związku z tym nazywanej  czasem nullodą. Stosowany jest zazwyczaj w przełączniku antenowym systemu radarowego działającego w trybie impulsowym, w sytuacji gdy do nadawania i odbioru sygnału  jest używana wspólna antena. Lampa ta jonizuje się  pod wpływem docierającego  falowodem odpowiednio silnego (nadawanie) mikrofalowego pola elektromagnetycznego i w związku z tym nie przepuszcza sygnału. Dla słabych pól (odbiór) jonizacja nie zachodzi, co skutkuje brakiem przeszkody w przesyle sygnału.